# Ipoustéguy
Pour les articles homonymes, voir Jean Robert.
 (septembre 2019).
Si vous disposez d'ouvrages ou d'articles de référence ou si vous connaissez des sites web de qualité traitant du thème abordé ici, merci de compléter l'article en donnant les références utiles à sa vérifiabilité et en les liant à la section « Notes et références ».
Ipoustéguy, pseudonyme de Jean Robert, né le 6 janvier 1920 à Dun-sur-Meuse (Meuse) et mort le 8 février 2006 à Doulcon (Meuse) est un sculpteur et peintre français.
Il a réalisé 600 sculptures.

## Biographie
En 1938, Jean Robert suit les cours du soir de la Ville de Paris dans l'atelier de Robert Lesbounit. Sur les conseils de son professeur, il adopte comme nom d'artiste le patronyme de sa mère, Ipoustéguy.
En 1941, réfractaire au Service du travail obligatoire (STO) imposé pendant l'Occupation, il trouve à s'employer à la gare de Saintes où il échappe à un bombardement grâce à un soldat allemand qui lui ouvre la porte d'un blockhaus. Il fera don en 2001 à la Ville de Saintes de La Maison de Lénine, visible à la gare.
En 1948, il participe selon les vœux de Robert Lesbounit à une expérience de travail collectif inspirée des chantiers médiévaux. Il a lui-même réalisé deux fresques à l'église Saint-Jacques-le-Majeur de Montrouge.
Il délaisse la peinture en 1953 au profit de la sculpture. Il ne cessera de dessiner et d'écrire.
Il travaille dans son atelier situé quartier des Gondoles à Choisy-le-Roi.
Henri-Georges Adam l'introduit au Salon de mai à Paris.
En 1962, il entre à la galerie Claude-Bernard à Paris où il reste 22 ans. 
En 1971, il édifie un ensemble de statues monumentales à l'Institut Laue-Langevin à Grenoble appelé Homme forçant l'unité.
En 1975, il réalise Hydrorrhage une sculpture commandée par la Ville de Paris qui est exposée en permanence au musée de la Sculpture en plein air à Paris et dans le parc de l'hôtel de ville de Bar-le-Duc (Meuse). 
En 1979, Berlin charge Ipoustéguy d'édifier devant la Palais des Congrès, le plus grand ensemble sculptural exécuté depuis la guerre par un homme seul : L'Homme construit sa ville.
En 1982, il réalise un ensemble monumental de quatre sculptures, dont une évocation de Louise Labé pour la place Louis-Pradel à Lyon et une évocation des Lyonnais avec une sculpture baptisée Les Guignols. 
En 1985, devant la bibliothèque de l'Arsenal, place du Père-Teilhard-de-Chardin à Paris, il installe un portrait d'Arthur Rimbaud qu'il intitule L'Homme aux semelles devant.
En 1987, il édifie à Lyon la Fontaine Béraudier devant la gare de Lyon-Part-Dieu.
En 1986, il participe à une exposition de groupe à la galerie D.M. Sarver à Paris.

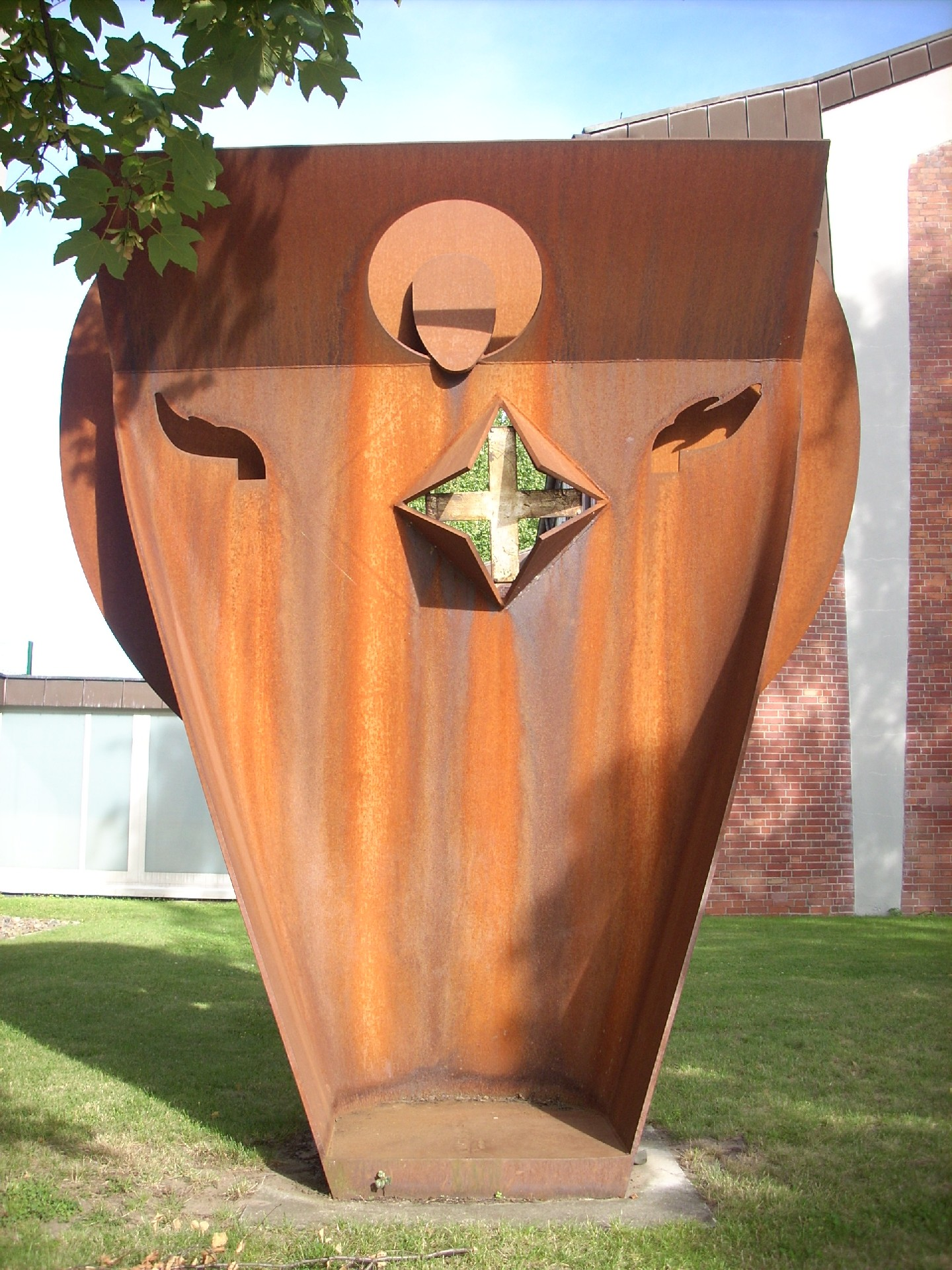
Porte du Ciel (2000), Brunswick, église Saint-Albert-le-Grand.

En 1988, il expose à la galerie D.M. Sarver « Aquarelles et Fruits ».
En 1989, l'œuvre monumentale À la santé de la Révolution est installée dans le parc Jean-Moulin–Les Guilands à Bagnolet/Montreuil.
En 1990, il est représenté par la galerie D.M. Sarver au Salon SAGA.
En 1991, il exécute la statue-colonne Nicolas Appert à Châlons-en-Champagne, commande de l'Association internationale Nicolas Appert.
En 1992, il érige une statue en bronze de 8 mètres de haut, Protection de la vie, à l'hôpital d'Osnabrück (Allemagne).
En 1999, il installe sa Porte du Ciel dans le couvent des Dominicains à Brunswick et une statue monumentale Ciel, Soleil, Lune à Salzgitter.
En 1994, il installe dans l'église de Dun-sur-Meuse sa sculpture monumentale Mort de l'évêque Neumann, réalisée en 1976. Elle avait été refusée aux États-Unis.
Certaines de ses œuvres sont présentées à Bar-le-Duc, et le centre culturel Ipoustéguy à Doulcon, commune limitrophe de Dun-sur-Meuse, en conserve une collection, en particulier des marbres. 
Ipoustéguy a été inhumé le 14 février 2006 à Paris au cimetière du Montparnasse (16e division). Sa tombe est ornée d'une de ses sculptures, Erose en sommeil.

### Distinctions
- Chevalier de la Légion d'honneur (1984).
- Chevalier de l'ordre des Palmes académiques (2005).
- Commandeur de l'ordre des Arts et des Lettres (1981)[2].

### Récompenses
- 1964 : prix Bright à la Biennale de Venise.
- 1968 : prix de la ville de Darmstadt.
- 1977 : grand prix national des arts.
- 2003 : prix de sculpture de la Fondation Simone et Cino Del Duca à Paris.

## Réception critique
L’écrivain américain John Updike considère dans son ouvrage Un simple regard qu'Ipoustéguy est le « plus grand sculpteur français vivant ».

## Collections publiques
- Abu Dhabi, musée national Zayed.
- Baltimore, musée d'Art de Baltimore.
- Bar-le-Duc, musée Barrois.
- Berlin, Neue Nationalgalerie.
- Bobigny, Fonds départemental d’art contemporain.
- Châlons-en-Champagne, musée des Beaux-Arts et d'Archéologie.
- Chicago, Art Institute of Chicago.
- Copenhague, Ny Carlsberg Glyptotek.
- Darmstadt, musée régional de la Hesse.
- Dun-sur-Meuse, centre culturel Ipoustéguy.
- Grenoble, musée de Grenoble.
- Hanovre, Sprengel Museum Hannover.
- La Nouvelle-Orléans, Virlane Fondation.
- Londres :
  - Tate Modern ;
  - Victoria and Albert Museum.
- Lyon, musée des Beaux-Arts.
- Marseille, musée Cantini.
- Martigny, Fondation Pierre-Gianadda, parc de sculptures.
- Melbourne, musée national du Victoria.
- New York :
  - musée Solomon R. Guggenheim ;
  - Museum of Modern Art.
- Paris :
  - musée d'Art moderne de la ville de Paris ;
  - musée de la Sculpture en plein air.
- Pittsburgh, Carnegie Museum of Art.
- Reno, Nevada Museum of Art (en).
- Tokyo, Hakone Museum of Art.
- Toulouse, artothèque.
- Troyes, musée d'Art moderne.
- Washington, Hirshhorn Museum and Sculpture Garden.

## Publications

### Ouvrage
- Leaders et enfants nus, Livre-objet, Le Soleil Noir, 1970.
- Sauve qui peut, Robin ! ou le don hérétique. Essai sur la sophoscatophagie, Paris, Grasset, 1978.
- Arcs et traits, dessins et textes, Paris, Cercle d'art / galerie D.M. Sarver, 1989.

### Illustration
- Robert Lebel, Léonard de Vinci ou la fin de l'humilité de Le Soleil Noir, 1974.